# Amaxia carinosa
Amaxia carinosa är en fjärilsart som beskrevs av William Schaus 1920. Amaxia carinosa ingår i släktet Amaxia och familjen björnspinnare. Inga underarter finns listade i Catalogue of Life.